# Albert Serra
Pour les articles homonymes, voir Serra.
Albert Serra est un réalisateur et producteur espagnol, né le 9 octobre 1975 à Banyoles, province de Gérone (Catalogne).

## Biographie
Honor de cavallería, d'après Don Quichotte de Cervantès, est présenté à la Quinzaine des réalisateurs  au Festival de Cannes 2006. Son troisième film, en noir et blanc, Le Chant des oiseaux (El cant dels ocells), mettant en scène les Rois mages, est inspiré de la chanson traditionnelle catalane de Noël El cant dels ocells.
En 2006 puis en 2008, le Festival international du film Entrevues à Belfort lui décerne le grand prix pour ses longs-métrages Honor de cavalleria, puis Le chant des oiseaux.
Le 17 août 2013, il remporte le Léopard d'or au Festival de Locarno pour son film Historia de la meva mort.
En juin 2015, il est président du jury du Festival international du livre d'art et du film de Perpignan.
En 2017, il est membre du jury du 39e Festival international du film de Moscou.
En 2022 sort son long-métrage Pacifiction : Tourment sur les Îles, qui connait un accueil critique très favorable.
Il remporte la Coquille d'or pour Tardes de soledad, son premier documentaire sur le matador péruvien Andrés Roca Rey, au festival de Saint-Sébastien 2024,.

## Filmographie

### Réalisateur

#### Longs métrages
- 2003 : Crespià
- 2006 : Honor de cavallería
- 2008 : Le Chant des oiseaux (El cant dels ocells)
- 2013 : Histoire de ma mort (Historia de la meva mort)
- 2016 : La Mort de Louis XIV
- 2018 : Roi Soleil
- 2019 : Liberté (Personalien)
- 2022 : Pacifiction : Tourment sur les Îles
- 2024 : Tardes de soledad

#### Courts métrages
- 2007 : Rússia
- 2008 : L'alto arrigo
- 2009 : Bauçà
- 2010 : Lectura d'un poema
- 2011 : 60 Seconds of Solitude in Year Zero (un segment d'une minute du film collectif)

## Distinctions

### Récompenses
- Festival de Locarno 2013 : Léopard d'or pour Historia de la meva mort
- Prix Jean-Vigo 2016 pour La Mort de Louis XIV
- Festival de Cannes 2019 : Prix spécial du jury de la section Un certain regard pour Liberté[5]
- Prix Louis-Delluc 2022 pour Pacifiction : Tourment sur les Îles
- Lumières 2023 : Meilleure mise en scène pour Pacifiction : Tourment sur les îles
- Prix Gaudí 2023 : Meilleur film en langue non-catalane pour Pacifiction : Tourment sur les îles
- Prix du Syndicat français de la critique de cinéma et des films de télévision 2023 : Meilleur film français et Meilleur film singulier francophone pour Pacifiction : Tourment sur les îles
- Médaille d'or du mérite des beaux-arts, décernée en 2023 par le Ministère de l'Éducation, de la Culture et des Sports espagnol[6]
- Festival de Saint-Sébastien 2024 : Coquille d'or pour Tardes de soledad

### Nominations
- César 2023 : Meilleur film et Meilleure réalisation pour Pacifiction : Tourment sur les Îles